# استرات
Wargir (به انگلیسی: strut) یک قطعه است که برای مقاومت در برابر فشار طولی طراحی شده است. ورگیر یک نیرویی در مخالف جهت در طول خود تحمل می‌کند که باعث می‌شود دو قطعه جدا از هم، کارکردی مخالف گره داشته باشند. آنها معمولاً در معماری و مهندسی استفاده می‌شوند.

## منابع

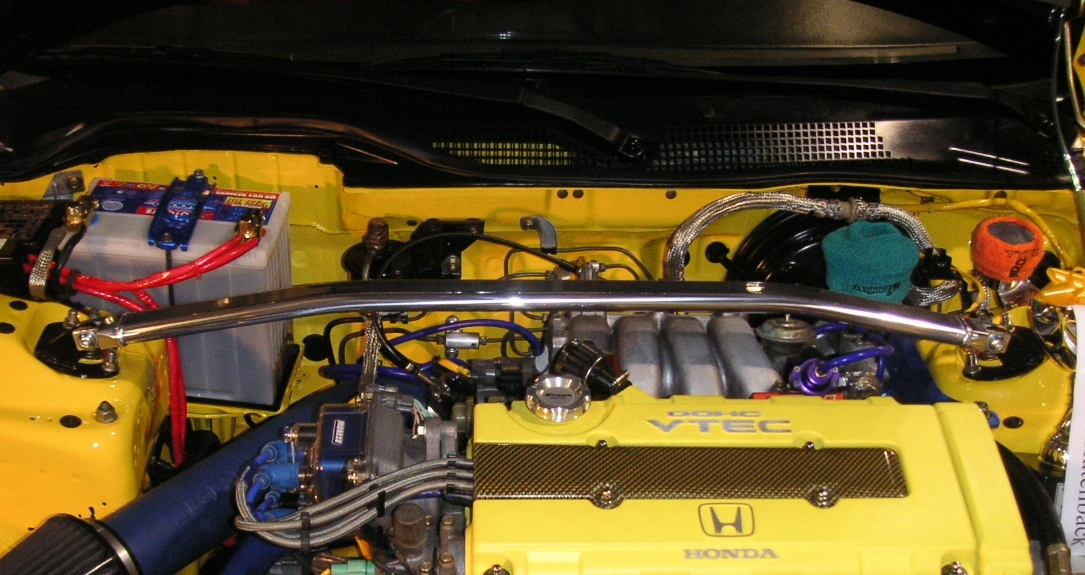
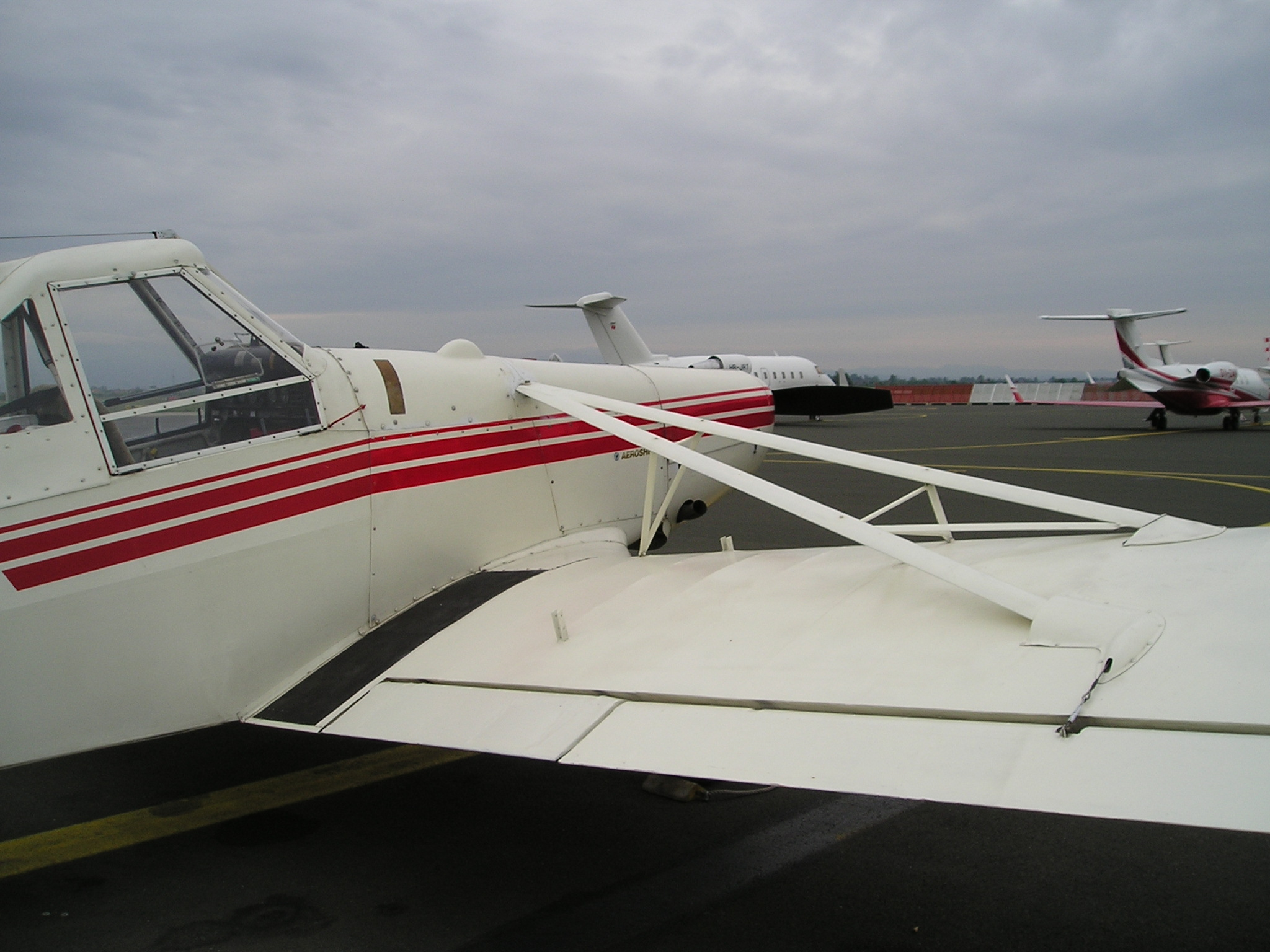
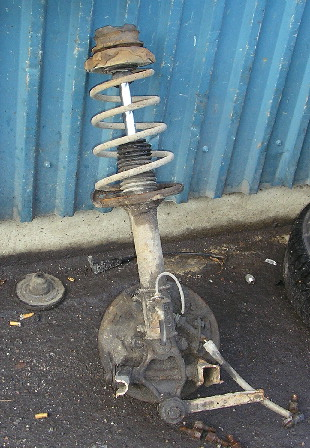
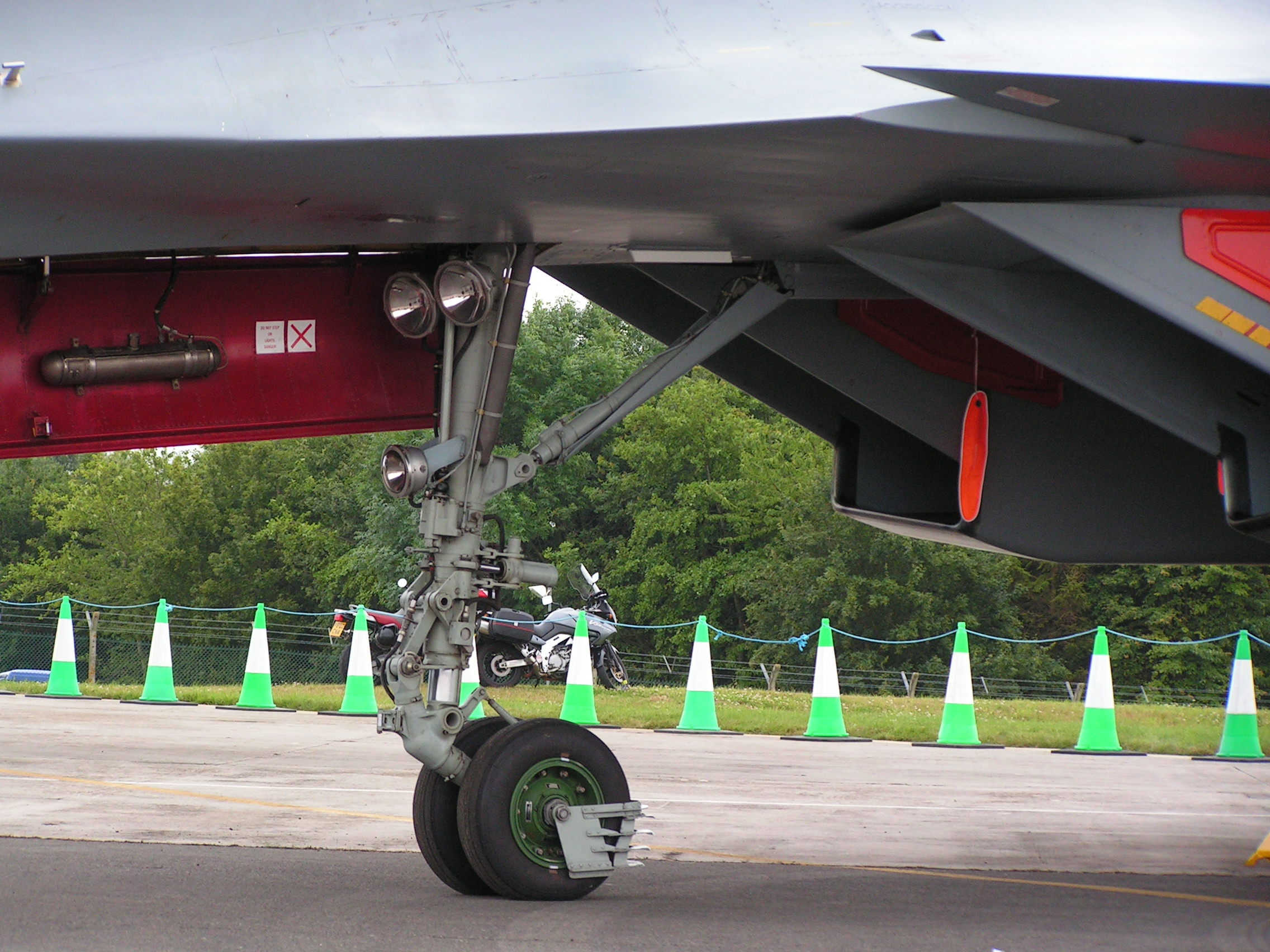